# Мири, Поль
Поль Пьер Максимильян Мири (фр. Paul-Pierre-Maximilien Miry; 14 августа 1868, Гент — 11 марта 1926, Брюссель) — бельгийский альтист и композитор. Сын композитора Карела Мири.
В 1894 г. вместе с Матьё Крикбомом и ещё несколькими молодыми бельгийскими музыкантами занял первые пульты в парижском оркестре Эжена д’Аркура. Склонный более к ансамблевому исполнительству, в том же году присоединился к квартету Крикбома в ходе его португальских гастролей, а 23 октября вместе с Крикбомом участвовал в брюссельской премьере Адажио из неоконченного фортепианного квартета Гийома Лекё. На следующий год вошёл на постоянной основе в Брюссельский квартет под управлением Франца Шёрга, много гастролировавший по Европе вплоть до начала Первой мировой войны.
В дальнейшем преподавал в Брюссельской консерватории гармонию, контрапункт и камерный ансамбль. Среди учеников Мири, в частности, бельгийские композиторы Люси Веллер и Лионель Бломме, а также перуанский композитор бельгийского происхождения Андрес Сас.
Среди композиций Мири преобладают небольшие салонные пьесы для скрипки и фортепиано.